# Detroit Rock City (film)
Detroit Rock City är en film från 1999 i regi av Adam Rifkin.

## Handling
Trip, Lex, Hawk och Jam är fyra tonårskillar som bor i Cleveland och spelar i rockbandet Mystery, som gör covers på låtar av rockbandet KISS. Filmen utspelar sig 1978, och killarna skulle göra vad som helst för att få se hårdrocksgruppen KISS. De får tag i biljetter till en konsert i Detroit, men dagen innan råkar Jam, av misstag, ta Trips jacka med biljetterna i. Jam hittar dem nästa morgon men när hans rökande, kristna mor, som hatar "den sataniska musiken" KISS gör, kommer in och ska ta tvätten hittar hon biljetterna. Mamman rusar till skolan där Jam, Trip, Lex och Hawk går och skriker i mikrofonen på rektorsexpeditionen som går ut via högtalare i hela skolan. Hon skriker åt Jam att gå ut i korridoren. Jam möter sin mor med de 4 KISS-biljetterna i handen och när hon tar upp ciggen och ska tända den eldar hon upp biljetterna. Hon tar med Jam till en internatskola. Lex, Hawk och Trip vinner fyra nya biljetter i en tävling där man ska veta medlemmarnas i Kiss riktiga namn. De tre åker till internatskolan och räddar Jam, men på vägen till Detroit får de problem med bland annat discofjollor och elaka morsor...

## Om filmen
Filmen är inspelad på ett flertal platser i Ontario, Kanada. Den hade världspremiär i USA den 9 augusti 1999 och svensk premiär (i TV) den 6 januari 2007. Filmens titel är hämtad från en låt av KISS (öppningsspåret på albumet Destroyer).

### Musik i filmen
- Highway To Hell, skriven av Malcolm Young, Angus Young och Bon Scott, framförd av AC/DC
- We've Only Just Begun, skriven av Paul Williams och Roger Nichols
- Rock And Roll All Night, skriven av Gene Simmons och Paul Stanley, framförd av Mystery
- I Stole Your Love, skriven av Paul Stanley, framförd av Kiss
- Cat Scratch Fever, skriven och framförd av Ted Nugent
- Love Gun, skriven av Paul Stanley, framförd av Kiss
- Funk No. 49, skriven av Jim Fox, Dale Peters och Joe Walsh, framförd av James Gang
- 20th Century Boy, skriven av Marc Bolan, framförd av T. Rex
- Manfredsymfonin, skriven av Pjotr Tjajkovskij, framförd av Oslos symfoniorkester
- Conjuction Junction, skriven och framförd av Bob Dorough
- Good Old Days, skriven av LeRoy Sheilds, framförd av The Beau Hunks
- Ladies Room, skriven av Gene Simmons, framförd av Kiss
- Little Willy, skriven av Mike Chapman och Nicolas Chinn, framförd av The Sweet
- Lights Out, skriven av Michael Schenker, Pete Way, Phil Mogg och Andy Parker, framförd av UFO
- Jailbreak, skriven av Phil Lynott, framförd av Thin Lizzy
- School Days, skriven av Kim Fowley och Joan Jett, framförd av The Runaways
- Shout It Out Loud, skriven av Gene Simmons, Paul Stanley och Robert Ezrin, framförd av Kiss
- 1812, skriven av Pjotr Tjajkovskij, framförd av Wienerfilharmonikerna under ledning av Lorin Maazel
- Making It, skriven av Dino Fekaris och Frederick Perren, framförd av David Naughton
- Frankenstein, skriven och framförd av Edgar Winter
- Wild And Hot, skriven av Punky Meadows, framförd av Angel
- The Boys Are Back In Town, Phil Lynott, framförd av Thin Lizzy
- Iron Man, skriven av Anthony Iommi, William Ward, Terence Butler och John Osbourne, framförd av Black Sabbath
- Radar Love, skriven av Barry Hay och George Kooymans, framförd av Golden Earring
- Christine Sixteen, skriven av Gene Simmons, framförd av Kiss
- Problem Child, skriven av Malcolm Young, Angus Young och Ronald Belford Scott, framförd av AC/DC
- Surrender, skriven av Rick Nielsen, framförd av Cheap Trick
- Turn To Stone, skriven av Jeff Lynne, framförd av Electric Light Orchestra
- I Wanna Be Sedated, skriven av Jeffrey Hyman, John Cummings och Douglas Colvin, framförd av Ramones
- Black Superman (Mohammad Ali), skriven av Johnny Wakelin, framförd av Johnny Wakelin och The Kinshasa Band
- Monster Attacks (från Skräcken i Svarta lagunen), skriven av Hans Salter
- Escape (The Pina Colada Song), skriven och framförd av Rupert Holmes
- Black Magic Woman, skriven av Peter Green, framförd av Santana
- Highway To Hell, skriven av Malcolm Young, Angus Young och Ronald Belford Scott, framförd av AC/DC
- Rebel Rebel, skriven och framförd av David Bowie
- Shock Me, skriven av Ace Frehley, framförd av Kiss
- Every 1's A Winner, skriven av Errol Brown, framförd av Hot Chocolate
- Fox On The Run, skriven av Andrew Scott, Stephen Priest, Brian Connolly och Michael Tucker, framförd av The Sweet
- Convoy, skriven av Bill Fries och Chip Davis, framförd av CW McCall
- Godzilla, skriven av Donald Roeser, framförd av Blue Öyster Cult
- Boogie Shoes, skriven av Harry Wayne Casey och Richard Finch, framförd av KC & The Sunshine Band
- Strutter, skriven av Gene Simmons och Paul Stanley, framförd av Kiss
- Blitzkreig Bop, skriven av Jeffrey Hyman, John Cummings, Douglas Colvin och Thomas Erdelyi, framförd av Ramones
- Popcorn, skriven av Gershon Kingsley, framförd av Hot Butter
- Beth, skriven av Peter Criss, Stan Penridge och Robert Ezrin, framförd av Kiss
- Fire, skriven av Ralph Middlebrooks, James C. Williams, Marshall Jones, Leroy Bonner, Clarence Satchell, Willie Beck och Marvin Pierce, framförd av Ohio Players
- Muskrat Love, skriven av Willie Alan Ramsey, framförd av Captain and Tenille
- Calling Doctor Love, skriven av Gene Simmons, framförd av Kiss
- Come Sail Away, skriven av Dennis DeYoung, framförd av Styx
- I bergakungens sal, skriven av Edward Grieg
- Rock Your Baby, skriven av Harry Wayne Casey och Richard Finch, framförd av George McCrae
- Whole Lotta Rosie, skriven av Malcolm Young, Angus Young och Ronald Belford Scott, framförd av AC/DC
- Love Hurts, skriven av Boudleaux Bryant, framförd av Nazareth
- Running With The Devil, skriven av Edward Van Halen, Alex Van Halen, Michael Anthony och David Lee Roth, framförd av Van Halen
- O Fortuna (från Carmina Burana), skriven av Carl Orff
- Love To Love, skriven av Michael Schenker och Phil Moog, framförd av UFO
- Detroit Rock City, skriven av Paul Stanley och Robert Ezrin, framförd av Kiss
- Nothing Can Keep Me From You, skriven av Diane Warren, framförd av Kiss
- The Boys Are Back In Town, skriven av Phil Lynott, framförd av Everclear

## Rollista (urval)
- Giuseppe Andrews - Lex
- James DeBello - Trip Hurudie
- Edward Furlong - Hawk
- Sam Huntington - Jeremiah "Jam" Bruce
- Lin Shaye - Mrs. Bruce
- Melanie Lynskey - Beth Bumsteen
- Natasha Lyonne - Christine
- Shannon Tweed - Amanda Finch
- Ron Jeremy - MC, manlig strippa
- Gene Simmons - sig själv
- Paul Stanley - sig själv
- Ace Frehley - sig själv
- Peter Criss - sig själv
- Sonny Bono - sig själv (ej krediterad)
- Jimmy Carter - sig själv (ej krediterad)
- Cher - sig själv (ej krediterad)
- Brian McGuire - tonåring (ej krediterad)
- Richard Nixon - sig själv (arkiverat foto, ej krediterad)
- Andy Warhol - sig själv (ej krediterad)